# جلاوه
جلاوه (به لهستانی:  Dzielawy) یک روستا در لهستان است که در گمینا پولسکا تسرکیو واقع شده‌است. جلاوه ۱۷۱ نفر جمعیت دارد.